# Lasioglossum goniurum
Lasioglossum goniurum là một loài Hymenoptera trong họ Halictidae. Loài này được Cockerell mô tả khoa học năm 1937.